# Remington Model 878
A Remington Model 878, também conhecida como 878 Automaster é uma escopeta semiautomática fabricada pela Remington Arms de 1959 a 1963. A Model 878 foi baseada na Model 58 apresentado anteriormente pela empresa, ambas sucedidas pela Model 1100.

## Projeto
A predecessora da Model 878, a Model 58, era um novo design semiautomático para a Remington, sendo um sistema operado a gás em vez do sistema por ação de recuo longo projetado por John Browning e usado na famosa Browning Auto-5 e nas Remington Model 11 e Model 11-48.
A Model 878 introduziu um sistema de gás "autoajustável" melhorado em comparação com a Model 58. A Model 58 e a Model 878 são virtualmente as mesmos, com apenas diferenças no pistão de gás e na cosmética. Ambas as espingardas eram essencialmente versões operadas a gás da Model 870 por ação de bombeamento.
A "Winchester Model 1400" também usou este sistema de gás, porém o pistão de gás ocupou espaço do carregador tubular. Quando a Model 1100 da Remington foi lançada com um sistema de gás atualizado permitindo um carregador de maior capacidade, essas espingardas tornaram-se obsoletas.